# Saint-Maurice-de-Lignon
Pour les articles homonymes, voir Saint-Maurice.
Saint-Maurice-de-Lignon est une commune française située à l'est du Velay, dans le département de la Haute-Loire en région Auvergne-Rhône-Alpes.

## Géographie

### Localisation
Saint-Maurice-de-Lignon, située dans le département de la Haute-Loire en région Auvergne-Rhône-Alpes, domine les vallées du Lignon et de la Loire depuis ses 770 mètres d'altitude.
Elle se situe à 38 km par la route du Puy-en-Velay, préfecture du département, à 14 km d'Yssingeaux, sous-préfecture, et à 10 km de Monistrol-sur-Loire, bureau centralisateur du canton de Monistrol-sur-Loire dont dépend la commune depuis 2015 pour les élections départementales.
Les communes les plus proches sont : 
Les Villettes (3,7 km), Beauzac (5,0 km), Grazac (5,4 km), Beaux (5,5 km), Lapte (7,5 km), Sainte-Sigolène (7,8 km), Monistrol-sur-Loire (8,0 km), Retournac (8,6 km).
| Beauzac | Monistrol-sur-Loire     | Les Villettes |
|         | Saint-Maurice-de-Lignon |               |
| Beaux   | Yssingeaux              | Grazac        |

### Climat
Pour des articles plus généraux, voir Climat d'Auvergne-Rhône-Alpes et Climat de la Haute-Loire.
En 2010, le climat de la commune est de type climat des marges montargnardes, selon une étude du Centre national de la recherche scientifique s'appuyant sur une série de données couvrant la période 1971-2000. En 2020, Météo-France publie une typologie des climats de la France métropolitaine dans laquelle la commune est exposée à un climat de montagne ou de marges de montagne et est dans la région climatique Sud-est du Massif Central, caractérisée par une pluviométrie annuelle de 1 000 à 1 500 mm, minimale en été, maximale en automne.
Pour la période 1971-2000, la température annuelle moyenne est de 9,2 °C, avec une amplitude thermique annuelle de 16,4 °C. Le cumul annuel moyen de précipitations est de 831 mm, avec 8,7 jours de précipitations en janvier et 7 jours en juillet. Pour la période 1991-2020, la température moyenne annuelle observée sur la station météorologique de Météo-France la plus proche, « Monistrol-sur-Loire », sur la commune de Monistrol-sur-Loire à 8 km à vol d'oiseau, est de 10,0 °C et le cumul annuel moyen de précipitations est de 822,3 mm,. Pour l'avenir, les paramètres climatiques de la commune estimés pour 2050 selon différents scénarios d'émission de gaz à effet de serre sont consultables sur un site dédié publié par Météo-France en novembre 2022.

### Transports et communication
La route nationale 88 traverse la commune de part en part.

## Urbanisme

### Typologie
Au 1er janvier 2024, Saint-Maurice-de-Lignon est catégorisée commune rurale à habitat dispersé, selon la nouvelle grille communale de densité à sept niveaux définie par l'Insee en 2022.
Elle est située hors unité urbaine et hors attraction des villes,.

### Occupation des sols
L'occupation des sols de la commune, telle qu'elle ressort de la base de données européenne d’occupation biophysique des sols Corine Land Cover (CLC), est marquée par l'importance des forêts et milieux semi-naturels (51,1 % en 2018), une proportion sensiblement équivalente à celle de 1990 (51,3 %). La répartition détaillée en 2018 est la suivante : 
forêts (49,1 %), zones agricoles hétérogènes (29,9 %), prairies (13,6 %), zones urbanisées (5,3 %), milieux à végétation arbustive et/ou herbacée (2 %). L'évolution de l’occupation des sols de la commune et de ses infrastructures peut être observée sur les différentes représentations cartographiques du territoire : la carte de Cassini (XVIIIe siècle), la carte d'état-major (1820-1866) et les cartes ou photos aériennes de l'IGN pour la période actuelle (1950 à aujourd'hui).

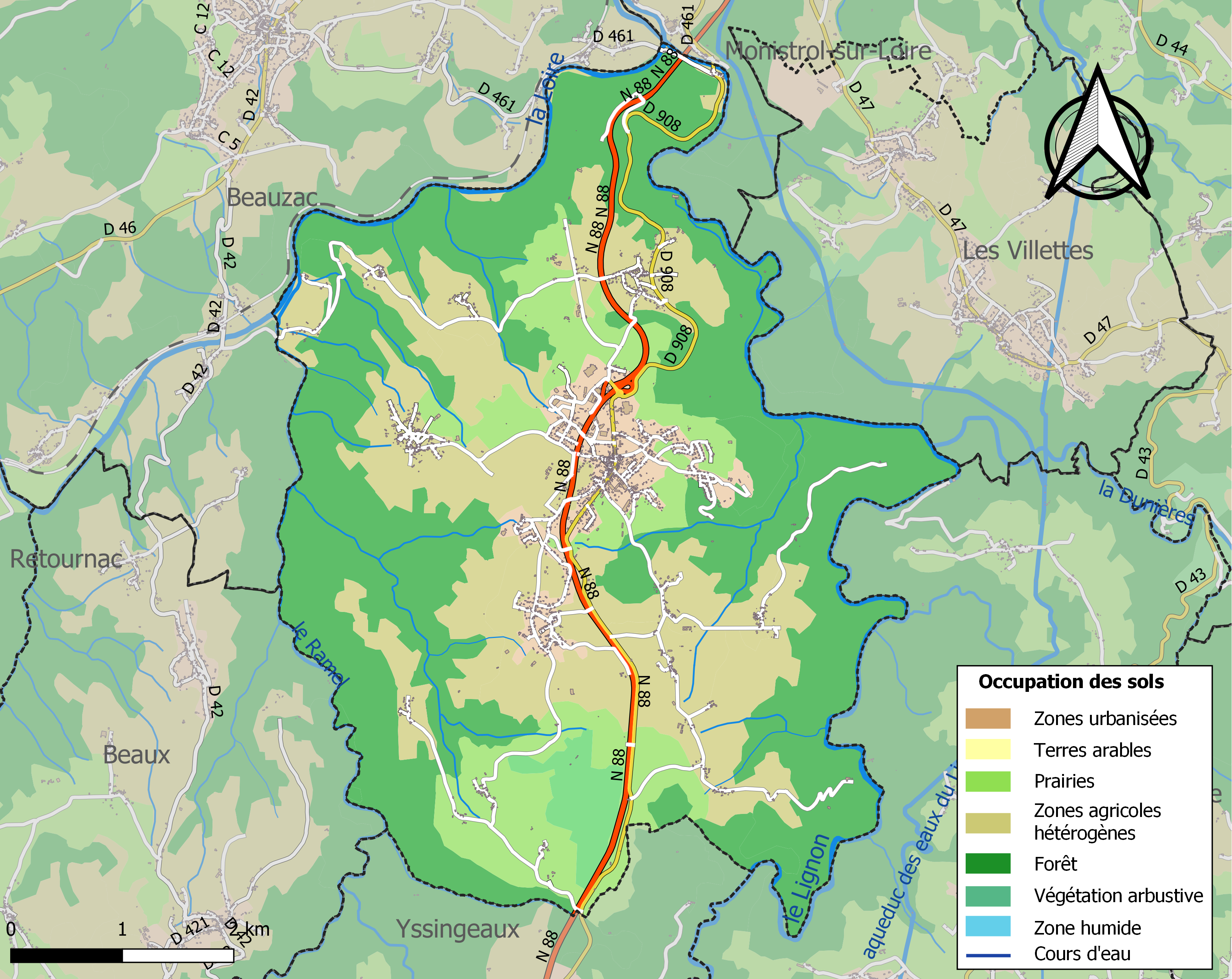
Carte des infrastructures et de l'occupation des sols de la commune en 2018 (CLC).

### Lieux-dits
Lieux-dits de la commune :
- le Bouchet
- les Chabanneries
- Esclune
- Loucéa
- le Pré
- La Faye
- Cublaise
- la Bassevialle
- la Faurie
- Maubourg
- le Poux
- Ranc
- Sabot
- le Bourg
- le Roure
- les Yverras
- la Combe-du-Pré
- Pont-de-Lignon

### Habitat et logement
En 2018, le nombre total de logements dans la commune était de 1 347, alors qu'il était de 1 219 en 2013 et de 1 179 en 2008.
Parmi ces logements, 78,8 % étaient des résidences principales, 9,8 % des résidences secondaires et 11,4 % des logements vacants. Ces logements étaient pour 80,5 % d'entre eux des maisons individuelles et pour 19,4 % des appartements.
Le tableau ci-dessous présente la typologie des logements à Saint-Maurice-de-Lignon en 2018 en comparaison avec celle de la Haute-Loire et de la France entière. Une caractéristique marquante du parc de logements est ainsi une proportion de résidences secondaires et logements occasionnels (9,8 %) inférieure à celle du département (16,1 %) mais supérieure à celle de la France entière (9,7 %). Concernant le statut d'occupation de ces logements, 67 % des habitants de la commune sont propriétaires de leur logement (67,3 % en 2013), contre 70 % pour la Haute-Loire et 57,5 pour la France entière.
| Typologie                                               | Saint-Maurice-de-Lignon | Haute-Loire | France entière |
| ------------------------------------------------------- | ----------------------- | ----------- | -------------- |
| Résidences principales (en %)                           | 78,8                    | 71,5        | 82,1           |
| Résidences secondaires et logements occasionnels (en %) | 9,8                     | 16,1        | 9,7            |
| Logements vacants (en %)                                | 11,4                    | 12,4        | 8,2            |

### Transports
La commune est desservie par la gare de Pont-de-Lignon, située sur la commune voisine de Beauzac. Il y a maintenant une gare routière.

## Toponymie
Parrochia S. Mauricii de Proenciaco (1227).

## Histoire
L'histoire de Saint Maurice de Lignon est, au moins pour partie, liée à celle de Maubourg.
Au cours de la période révolutionnaire de la Convention nationale (1792-1795), la commune a porté le nom de Lignon.

## Politique et administration

### Découpage territorial
La commune de Saint-Maurice-de-Lignon est membre de la communauté de communes des Sucs, un établissement public de coopération intercommunale (EPCI) à fiscalité propre créé le 28 juin 1999 dont le siège est à Yssingeaux. Ce dernier est par ailleurs membre d'autres groupements intercommunaux.
Sur le plan administratif, elle est rattachée à l'arrondissement d'Yssingeaux, au département de la Haute-Loire, en tant que circonscription administrative de l'État, et à la région Auvergne-Rhône-Alpes.
Sur le plan électoral, elle dépend du canton de Monistrol-sur-Loire pour l'élection des conseillers départementaux, depuis le redécoupage cantonal de 2014 entré en vigueur en 2015, et de la première circonscription de la Haute-Loire   pour les élections législatives, depuis le redécoupage électoral de 1986.

### Liste des maires
| Période                                  | Période   | Identité                                   | Étiquette        | Qualité                                                                                                |
| ---------------------------------------- | --------- | ------------------------------------------ | ---------------- | --- |
| Les données manquantes sont à compléter. |           |                                            |                  | |
|                                          |           | César Florimond de Faÿ de La Tour-Maubourg |                  | |
| 1875                                     |           | Pierre Henri Ernest de Kergorlay           |                  | |
| Les données manquantes sont à compléter. |           |                                            |                  | |
| ca. 1983                                 | mars 1989 | Marcel Ouillon                             | SE               | |
| mars 1989                                | mars 2001 | Louis Ouillon                              | DVD-CNI puis MPF | Concessionnaire automobile                                                                             |
| mars 2001                                | mars 2014 | Gilles Saumet                              | SE               | Maire honoraire Vice-président de la CC des Sucs                                                       |
| mars 2014                                | mai 2020  | Isabelle Servel                            | SE               | Formatrice en économie gestion comptable et financière Vice-présidente de la CC des Sucs (2014 → 2020) |
| mai 2020                                 | En cours  | Alain Fournier                             | SE               | Ancien cadre de gestion et finances                                                                    |

## Population et société

### Démographie

#### Évolution démographique
L'évolution du nombre d'habitants est connue à travers les recensements de la population effectués dans la commune depuis 1793. Pour les communes de moins de 10 000 habitants, une enquête de recensement portant sur toute la population est réalisée tous les cinq ans, les populations de référence des années intermédiaires étant quant à elles estimées par interpolation ou extrapolation. Pour la commune, le premier recensement exhaustif entrant dans le cadre du nouveau dispositif a été réalisé en 2007.

En 2022, la commune comptait 2 666 habitants, en évolution de +3,37 % par rapport à 2016 (Haute-Loire : +0,36 %, France hors Mayotte : +2,11 %).
| 1793  | 1800  | 1806  | 1821  | 1831  | 1836  | 1841  | 1846  | 1851  |
| ----- | ----- | ----- | ----- | ----- | ----- | ----- | ----- | ----- |
| 1 801 | 1 611 | 1 913 | 2 014 | 2 073 | 2 220 | 2 150 | 2 264 | 2 102 |

| 1856  | 1861  | 1866  | 1872  | 1876  | 1881  | 1886  | 1891  | 1896  |
| ----- | ----- | ----- | ----- | ----- | ----- | ----- | ----- | ----- |
| 2 237 | 2 305 | 2 070 | 1 999 | 2 062 | 2 171 | 2 221 | 2 177 | 2 183 |

| 1901  | 1906  | 1911  | 1921  | 1926  | 1931  | 1936  | 1946  | 1954  |
| ----- | ----- | ----- | ----- | ----- | ----- | ----- | ----- | ----- |
| 2 244 | 2 389 | 2 251 | 1 934 | 1 904 | 1 728 | 1 607 | 1 391 | 1 347 |

| 1962  | 1968  | 1975  | 1982  | 1990  | 1999  | 2006  | 2007  | 2012  |
| ----- | ----- | ----- | ----- | ----- | ----- | ----- | ----- | ----- |
| 1 413 | 1 429 | 1 528 | 1 573 | 1 635 | 1 803 | 2 201 | 2 258 | 2 465 |

| 2017  | 2022  | - | - | - | - | - | - | - |
| ----- | ----- | - | - | - | - | - | - | - |
| 2 597 | 2 666 | - | - | - | - | - | - | - |

#### Pyramide des âges
La population de la commune est relativement jeune.
En 2018, le taux de personnes d'un âge inférieur à 30 ans s'élève à 36,9 %, soit au-dessus de la moyenne départementale (31 %). À l'inverse, le taux de personnes d'âge supérieur à 60 ans est de 23,1 % la même année, alors qu'il est de 31,1 % au niveau départemental.
En 2018, la commune comptait 1 325 hommes pour 1 312 femmes, soit un taux de 50,25 % d'hommes, légèrement supérieur au taux départemental (49,13 %).
Les pyramides des âges de la commune et du département s'établissent comme suit.
| Hommes | Classe d’âge | Femmes |
| ------ | ------------ | ------ |
| 0,5    | 90 ou +      | 2,5    |
| 5,3    | 75-89 ans    | 9,2    |
| 15,6   | 60-74 ans    | 13,3   |
| 18,6   | 45-59 ans    | 18,1   |
| 21,6   | 30-44 ans    | 21,4   |
| 15,0   | 15-29 ans    | 14,7   |
| 23,5   | 0-14 ans     | 20,8   |

| Hommes | Classe d’âge | Femmes |
| ------ | ------------ | ------ |
| 0,9    | 90 ou +      | 2,5    |
| 8,4    | 75-89 ans    | 11,7   |
| 20,4   | 60-74 ans    | 20,5   |
| 21,3   | 45-59 ans    | 20,3   |
| 16,8   | 30-44 ans    | 16,3   |
| 15,2   | 15-29 ans    | 13,2   |
| 17     | 0-14 ans     | 15,6   |

### L'harmonie la Fraternelle

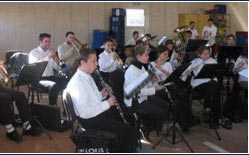
LHarmonie la Fraternelle en concert à la caserne des pompiers de Saint-Maurice-de-Lignon.

L'harmonie la Fraternelle est l'harmonie municipale plus que centenaire de la commune de Saint-Maurice-de-Lignon. C'est en effet en 1902 qu'un jeune groupe de musiciens saint-mauriçois fondèrent une fanfare.Cette fanfare évolua au stade d'harmonie seulement à l'entrée des saxophones dans ce groupe.
L'harmonie existe toujours et compte 33 musiciens répartis en 8 pupitres. Elle organise des concerts et participe aux défilés, participe à l'animation de la foire aux champignons de Saint-Bonnet-Le-Froid et défile pour la commune du Chambon Feugerolles. Musicalement, l'harmonie est classée en 1re division (classement CMF).
L'harmonie compte aujourd'hui dans ses rangs une batucada, c'est-à-dire un groupe de percussions brésiliennes qui participe aux manifestations plus festives (canavals, festivals...). Ce groupe dynamique est nommé BatuK'AtaK et rassemble certains musiciens de l'harmonie, certains conjoints et autres. Elle compte aujourd'hui une trentaine de percussionnistes.

### Équipements et services publics
Saint-Maurice dispose de deux écoles (une publique et une privée) allant de la maternelle au primaire, d'une crèche, d'une bibliothèque, d'un centre de loisirs, de deux terrains de football (Sabot et Chabanneries), d'un boulodrome, d'un skatepark, d'un parcours de santé, d'un terrain de tennis et d'une maison de retraite.

## Économie

### Revenus
En 2018, la commune compte 1 049 ménages fiscaux, regroupant 2 602 personnes. La médiane du revenu disponible par unité de consommation est de 21 250 € (20 800 € dans le département). 43 % des ménages fiscaux sont imposés (42,8 % dans le département).

### Emploi
| Division       | 2008  | 2013  | 2018  |
| -------------- | ----- | ----- | ----- |
| Commune        | 6 %   | 6,7 % | 6,3 % |
| Département    | 6,3 % | 7,7 % | 7,7 % |
| France entière | 8,3 % | 10 %  | 10 %  |

En 2018, la population âgée de 15 à 64 ans s'élève à 1 585 personnes, parmi lesquelles on compte 79 % d'actifs (72,7 % ayant un emploi et 6,3 % de chômeurs) et 21 % d'inactifs,. Depuis 2008, le taux de chômage communal (au sens du recensement) des 15-64 ans est inférieur à celui de la France et du département.
La commune est hors attraction des villes,. Elle compte 783 emplois en 2018, contre 735 en 2013 et 616 en 2008. Le nombre d'actifs ayant un emploi résidant dans la commune est de 1 156, soit un indicateur de concentration d'emploi de 67,7 % et un taux d'activité parmi les 15 ans ou plus de 61,2 %.
Sur ces 1 156 actifs de 15 ans ou plus ayant un emploi, 319 travaillent dans la commune, soit 28 % des habitants. Pour se rendre au travail, 90 % des habitants utilisent un véhicule personnel ou de fonction à quatre roues, 0,6 % les transports en commun, 6,1 % s'y rendent en deux-roues, à vélo ou à pied et 3,2 % n'ont pas besoin de transport (travail au domicile).

## Culture locale et patrimoine

### Lieux et monuments

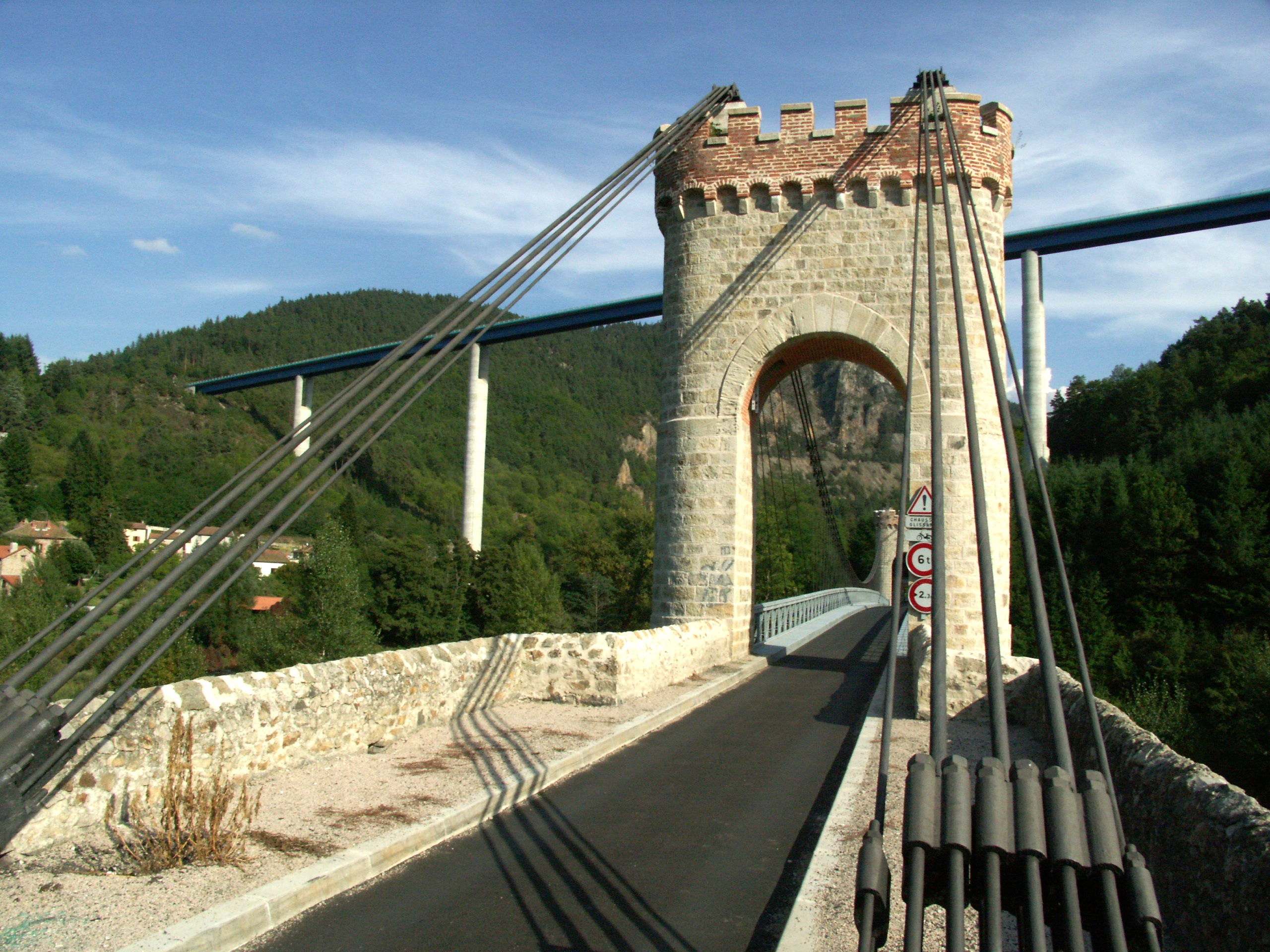
Le pont de Confolent vers Pont-de-Lignon, en arrière-plan on aperçoit le viaduc de Pont-de-Lignon où passe la RN 88.

- Château de Maubourg (reconstruit au XIXe)
- Pont de Confolent (entre Saint-Maurice et Beauzac)
- Architecture sacrée : église romano-classique Saint-Maurice (XIXe : reliquaire-monstrance du XVe)

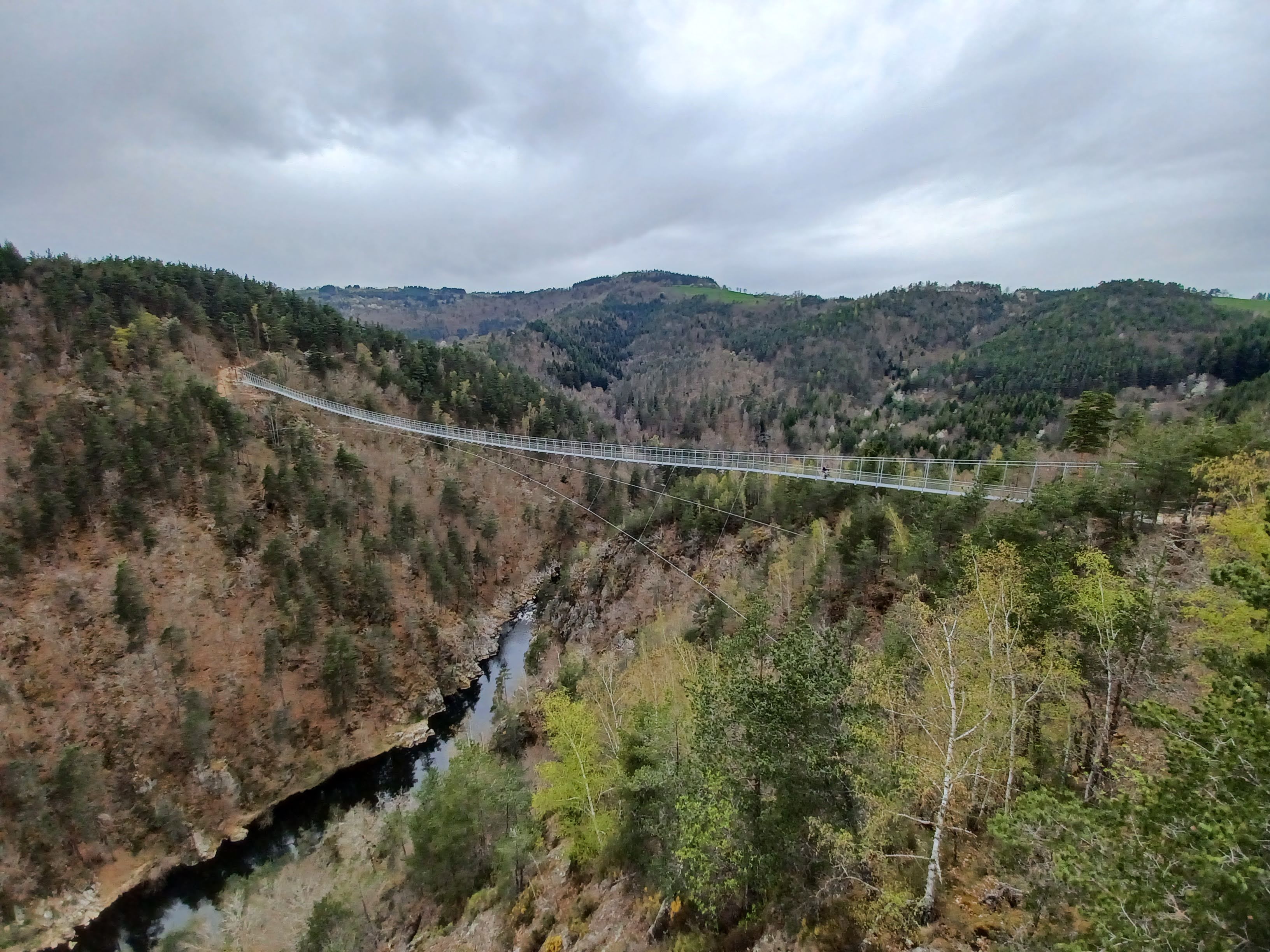
Passerelle himalayenne surplombant le Lignon entre Saint Maurice de Lignon et Grazac

- Croix de Croix-de-l'Arbre (XVIIe/XVIIIe)
- Croix XIXe à Cublaise
- Croix XVIIIe au Roure
- Croix de Saint-Guignefort
- Chapelle Sainte-Marguerite
- Gorges du Lignon et de la Loire
- Passerelle himalayenne surplombant le Lignon entre Saint Maurice de Lignon et GrazacPasserelle himalayenne[31]

### Personnalités liées à la commune
- Pierre Henri Ernest de Kergorlay (1847-1919), homme politique français, ancien maire de la commune.
- Véra Braun (1902-1997), graveuse, dessinatrice et artiste-peintre d'origine hongroise, morte à Saint-Maurice-de-Lignon.
- Cristine Guinamand, artiste-peintre française, née en Haute-Loire et résidente de la commune.